# Distretto di Xiuying
Il distretto di Xiuying (秀英区S, Xiùyīng QūP) è un distretto della Cina, situato nella provincia di Hainan e amministrato dalla prefettura di Haikou.